# الهولوكوست في أوكرانيا
وقعت جرائم الهولوكوست في أوكرانيا في الإدارة العسكرية في أوكرانيا، الحكومة العامة، حكومة القرم العامة وبعض المناطق التي كانت تحت السيطرة العسكرية شرق الإدارة العسكرية في أوكرانيا (كانت جميعها محتلةً من قبل ألمانيا النازية) وكذلك أيضًا في مقاطعة ترانسنيستيريا وشمال بوكوفينا (كلتاهما كانتا محتلتين من قبل رومانيا) وأوكرانيا الكابارتية (كانت محتلة من قبل المجر) في الحرب العالمية الثانية. بين عامي 1941 و1944 قتلت خطة جنرالبلان أوست التي وضعتها ألمانيا النازية وسياسات الحل الأخير الخاصة بالإبادة ما يزيد عن مليون يهودي كانوا يعيشون في الاتحاد السوفيتي. قُتل معظمهم في أوكرانيا لأن معظم اليهود السوفيت ما قبل الحرب العالمية الثانية كانوا يعيشون في نطاق الاستيطان الذي كانت أوكرانيا الجزء الأكبر منه.
وفقًا لمؤرخ جامعة ييل تيموثي دي. سنايدر، «يرتبط الهولوكوست بشكل عضوي وكامل بحرب الإبادة التي وقعت عام 1941، وهو مرتبط عضويًا وبشكل كامل بمحاولة غزو أوكرانيا».

## جنرالبلان أوست
في بداية الحرب كان أحد طموحات هتلر إبادة معظم السلافيين أو جميعهم واستبعادهم وطردهم من مسقط رأسهم لتأمين أماكن إعاشة (ليبنسراوم) للمستوطنين الألمان. كان مقررًا تنفيذ خطة الإبادة الجماعية هذه بشكل تدريجي على مدى 25 حتى 30 سنة.
وفقًا للمؤرخ ويليام دبليو هاغين «تنبأت جنرالبلان أوست بانخفاض عدد سكان شرق أوروبا المستهدَفين بالنسب التالية: البولنديون 85% البيلاروسيون 75% الأوكران 65% التشيك 50% ... وسينضم الشعب الروسي، بمجرد إخضاعه في الحرب، إلى الدول الأربع الناطقة باللغة السلافية التي تنبأت جنرابلان أوست بمصيرها».

### فرق الموت (1941-1943)

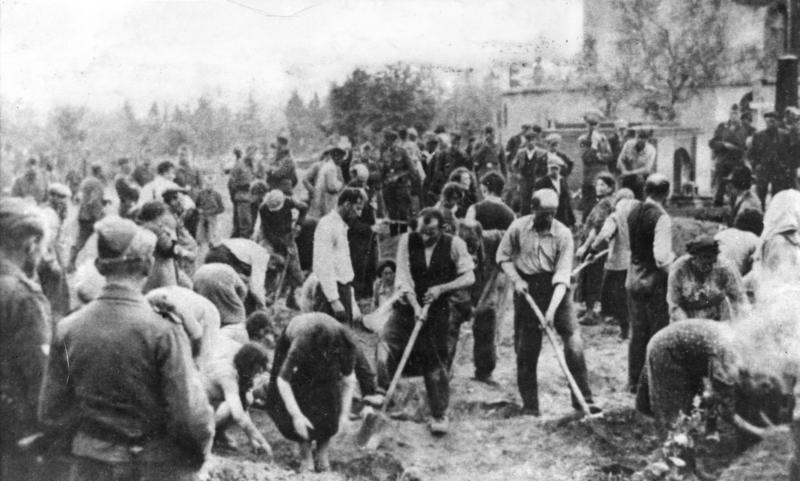
عائلات يهودية أجبرتهم قوات الاحتلال النازي على حفر قبورهم قبل رشهم في ستورو بأوكرانيا (4 يوليو عام 1941)

يُقدّر إجمالي الخسائر المدنية في أوكرانيا خلال الحرب والاحتلال الألماني بأربعة ملايين، من بينها ما يصل إلى مليون يهودي قُتلوا على يد الأينزاتسزغروبن وكتائب شرطة النظام والفيرماخت والمتعاونين المحليين مع النازية. أوكل شمال ووسط أوكرانيا إلى أينساتزغروبن سي (أوتو راش) ومولدافيا وجنوب أوكرانيا والقرم وشمال القوقاز، خلال عام 1942، إلى أينزاتسزغروبن دي (أوتو أولندورف). وفقًا لشهادة أوهليندورف في محاكمات الأينزاتسغروبن، «كانت مهمة أينزاتسغروبن حماية مؤخرة القوات بقتل اليهود والغجر والموظفين الشيوعيين والشيوعيين الناشطين والسلافيين غير المتعاونين وجميع الأشخاص الذين يعرضون الأمن للخطر». من الناحية العملية، كان جميع ضحاياهم تقريبًا من المدنيين اليهود (لم يُقتل أي عضو من أينساتزغروب في أثناء القتال خلال هذه العمليات). يروي متحف ذكرى الهولوكوست في الولايات المتحدة قصة أحد ناجي آينساتزغروبن في بيرياتين، أوكرانيا، حين قتلوا 1,600 يهودي في 6 أبريل 1942، اليوم الثاني من عيد الفصح اليهودي: 
رأيتهم يقومون بأعمال القتل. عند الساعة الخامسة مساءً أعطوا الأوامر، «املأوا الحفر». كانت الصرخات والآهات تأتي من الحفر. فجأةً رأيت جاري رودمان يخرج من تحت التربة ... كانت عيناه مدماتين وكان يصرخ: «أجهز عليّ» ... كانت هناك امرأة مقتولة جاثمة عند قدميّ. وكان هناك طفل يبلغ من العمر خمس سنوات يزحف من تحت جثتها وبدأ يصرخ بشدة «أمي». كان هذا كل ما رأيته ومنذ تلك اللحظة فقدت الوعي.
منذ 16 حتى 30 سبتمبر 1941 أسفرت مجزرة نيكولايف في مدينة ميكولايف وحولها عن وفاة 35,782 من المواطنين السوفيت، كان معظمهم من اليهود كما أُبلغ هتلر.
كانت مذبحة اليهود ذات السمعة الأسوأ في أوكرانيا عند وادي بابي يار خارج كييف، حيث قُتل 33,771 في عملية واحدة في 29-30 سبتمبر من عام 1941. (قُتل في الأسابيع التالية أيضًا ما مجموعه 100 ألف حتى 150 ألف من الأوكران ومواطنين سوفيت آخرين).